# 温达 (清朝)
温达（穆麟德轉寫：unda，17世纪？—1715年），费莫氏，满洲镶红旗人，清朝官员。
初为笔帖式，历任监察御史、内阁学士、户部侍郎。康熙四十年（1701年），为议政大臣，左都御史。康熙四十三年（1704年）二月，为工部尚书，后为吏部尚书。康熙四十六年（1707年）十二月，为文华殿大学士，为《平定朔漠方略》《大清一统志》《明史》总裁官。康熙五十三年（1714年）正月，温达致仕。十二月复任大学士，五十四年（1715年）六月，温达去世，谥号文简。“温達卒之日，遣皇子及大臣各一人，帶侍衛二十員，攜茶酒致奠，賜祭葬如典禮”（据《八旗滿洲氏族通譜》卷44）。

## 家庭
- 妻宣氏。
- 孙大学士溫福。
- 曾孙军机大臣勒保。